# 문흥중학교
문흥중학교(文興中學校)는 대한민국 광주광역시 북구 문흥동에 있는 공립 중학교이다.

## 학교 연혁
- 1994년 1월 5일 : 광주광역시 시립학교 설치 조례의 공포에 의해 신설
- 1994년 3월 1일 : 초대 강평원 교장 취임
- 1994년 3월 5일 : 개교 및 입학식
- 1997년 2월 11일 : 제1회 졸업 (527명)
- 2021년 1월 11일 : 제25회 졸업 (156명) (총 7,762명)
- 2024년 3월 1일 : 제10대 김주화 교장 취임
- 2025년 1월 9일 : 제29회 졸업식(129명)
- 2025년 3월 4일 : 제32회 입학식(126명)

## 참고 자료
- 문흥중학교 - 한국교육학술정보원 학교알리미